# Alenka Cuderman
Alenka Cuderman (ur. 13 czerwca 1961 w Kranju) – słoweńska piłkarka ręczna. W barwach Jugosławii złota medalistka olimpijska z Los Angeles.
Zawody w 1984 były jej jedynymi igrzyskami olimpijskimi (Jugosławia była jednym z państw komunistycznych, które wzięły udział w olimpiadzie). W turnieju rozegrała trzy spotkania.